# Келпи (мифология)
Ке́лпи (кельпи, кэльпи, англ. kelpie) — в шотландской низшей мифологии водяной дух, обитающий во многих реках и озёрах. Келпи большей частью враждебны людям. Являются в облике пасущегося у воды коня, подставляющего путнику свою спину и затем увлекающего его в воду.
Название Келпи скорее всего родственно ирл. calpach, «бычок», «жеребёнок», другой вариант этимологии слова: вероятно, от kelp — морских водорослей, возможно, от гэльского cailpcach (яловичная кожа, яловка). Другое название келпи на острове Мэн — глаштин (glashtyn). Глаштин описан как гоблин, который часто выходит из воды и схож с брауни острова Мэн. Как и келпи, глаштин появляется как лошадь — точнее, как серый жеребёнок. Его можно часто увидеть на берегах озёр, причём исключительно ночью.
Согласно представлениям шотландцев, келпи — это оборотень, способный превращаться в животных и в человека (как правило, келпи превращается в молодого мужчину со всклокоченными волосами). Имеет привычку пугать путников — он то выскакивает из-за спины, то неожиданно прыгает на плечи. Перед бурей многие слышат, как келпи воет. Гораздо чаще, чем человеческое, келпи принимает обличье лошади, чаще всего чёрного цвета, однако иногда упоминается и белая шерсть; бывает, у него на лбу вырастают два длинных рога, и тогда он смахивает на помесь коня с быком. Иногда говорят, что у него светятся глаза, либо они полны слёз, и взгляд его вызывает озноб или притягивает как магнит. Более причудливое описание келпи дано в абердинском бестиарии: якобы грива его состоит из маленьких пламенных змей, вьющихся меж собой и изрыгающих огонь и серу.
Всем своим видом келпи как бы приглашает прохожего сесть на себя, а когда тот поддается на уловку, прыгает вместе с седоком в реку. Человек мгновенно вымокает до нитки, а келпи исчезает, причём его исчезновение сопровождается грохотом и ослепительной вспышкой. Но порой, когда келпи чем-то рассержен, он разрывает свою жертву на куски и пожирает.
Древние скотты называли эти создания водяными келпи, лошадьми, быками или просто духами, а матери испокон веку запрещали малышам играть близко от берега реки или озера: чудовище, или что там водится, может принять образ скачущей галопом лошади, схватить малыша, усадить себе на спину и затем с беспомощным маленьким всадником погрузиться в пучину.
Следы келпи легко узнать, копыта у него поставлены задом наперед. Келпи способен растягиваться в длину на сколько угодно, а человек к его телу как будто прилипает.
Чтобы справиться с келпи, необходимо приманить его овсом и накинуть уздечку ему на голову, произнеся при этом Помещающее заклинание, которое сделает его покорным и беспомощным. Самое лучшее время для ловли келпи — зима. В этом случае есть шанс, что после поимки демона за ночь полынья, из которой он появился, замерзнет и келпи не сможет покинуть своего хозяина до весны. До того времени, пока не сойдет лед на реке.
Наиболее излюбленные места келпи: Loch-na-Dorb, Loch Spynie и Лох-Несс. Так, его часто ассоциируют с лох-несским чудовищем, якобы келпи превращается в морского ящера, либо это его истинное обличье.
Также келпи может предстать в образе прекрасной девушки в зелёном платье наизнанку, сидящей на берегу и завлекающей путников; либо являться в обличье прекрасного принца и соблазнять девушек. Узнать его можно по мокрым с ракушками или водорослями волосам.